# Дом Звегинцева
Дом Звегинцева (также дом Тимофеевых) — историческое здание в Пушкине. Построено в 1836—1839 году. Объект культурного наследия регионального значения. Расположен на Оранжерейной улице, дом 29/23, на углу с Пушкинской улицей, у Соборной площади.

## История
Большой участок на восточной стороне Соборной площади по генеральному плану города был отведён под присутственные места и долгое время пустовал. В 1835 году участки отвели под застройку частными жилыми домами. Проекты всех пяти домов составил архитектор Себастьян Черфолио, они образовали единый ансамбль. Дом на углу с Пушкинской улицей был предназначен для придворного унтер-шталмейстера 5-го класса. Позже он перешёл к камердинеру императора В. П. Потапову. При нём дом был расширен со стороны двора. По завещанию Потапова дом перешёл к причту Екатерининского собора, в нём разместилось приходское училище (по другим данным, училище размещалось в доме уже в 1867 году). В 1963 году дом был капитально отремонтирован. Дом остаётся жилым, на первом этаже долгое время размещаются предприятия общепита.

## Архитектура
Дом оформлен единообразно с находящимся на другой стороне Соборной площади домом Родакса. Дом квадратный в плане, трёхэтажный (считая высокий цокольный этаж, отделанный рустом). Пышный лепной декор оформляет равномерно расположенные оконные проёмы, в частности, тонкие сандрики, а также украшает фриз. Преобладает цветочный орнамент, на фризе повторяются изображения пар лебедей. В оформлении отмечают византийские мотивы, использовавшиеся в древнерусской архитектуре.